# Tonsandhi
Tonsandhi är en fonologisk förändring som förekommer i tonspråk, där tonerna i enskilda ord eller morfem förändras beroende på uttalet av intilliggande ord eller morfem. Det handlar vanligtvis om en förenkling av en komplicerad ton, till exempel att en fallande-stigande ton blir en stigande ton. Det är en typ av sandhi, som är sanskrit och betyder sammansättning.

## Språk med tonsandhi
Tonsandhi förekommer i viss mån i nästan alla tonspråk och tar sig i uttryck på olika sätt. Tonspråk, som kännetecknas av att de använder sig av tonhöjd för att ange betydelseskillnader, förekommer i hela världen, speciellt bland Niger-Kongospråken i Afrika, de sinotibetanska språken i Östasien, samt bland andra östasiatiska språk, såsom tai-kadai-språk och vietnamesiska, och papuanska språk. Tonspråk finns också bland de oto-mangueanska språken och andra centralamerikanska språk, samt i delar av Nordamerika (till exempel bland de atabaskiska språken i British Columbia, Kanada) och Europa.
I många nordamerikanska och afrikanska tonspråk sker en syntagmatisk tonförändring, vilket innebär att en ton ersätts av en annan om den nya tonen förekommer bland intilliggande toner. Det är fråga om ett slags assimilationsprocess, som vanligtvis sker från vänster till höger. Till exempel i bantuspråken i Västafrika får en obetonad stavelse den ton som förekommer närmast till vänster om den. I Östasien och Sydöstasien däremot är paradigmatisk tonförändring en mycket vanligare form av tonsandhi, där en ton förändras till en annan i en viss omgivning, oavsett om den nya tonen redan förekommer i omkringliggande ord eller morfem eller inte.
Många språk som talas i Kina har tonsandhi, som i vissa fall kan vara ganska komplex. Amoy-dialekten av min har ett komplext system, där varje ton förändras när den förekommer före en annan ton, och vilken ton den skiftar till beror på slutkonsonanten i den stavelse som bär den.

Isolerade toner i amoy, och vilka toner de förändras till när de kommer före en annan ton.

Amoy har fem toner. I slutna stavelser, det vill säga som slutar på klusil, förekommer endast två toner (nummer 4 och 8 i diagrammet ovan). I ett fonologiskt ord kan alla utom den sista stavelsen ändra ton. Bland öppna stavelser, det vill säga de som inte slutar på klusil, blir ton 1 till ton 7, ton 7 till ton 3, ton 3 till ton 2 och ton 2 till ton 1. Ton 5 blir till ton 7 eller 3, beroende på dialekt. Slutna stavelser som slutar på /p/, /t/, eller /k/ antar den motsatta tonen (en hög ton blir låg och en låg ton blir hög), medan stavelser som slutar på glottal klusil (h i diagrammet ovan) tappar sin slutkonsonant och blir ton 2 eller 3.
De sju eller åtta tonerna i hmong uppvisar ett flertal exempel på tonsandhi. I själva verket omfattar det omtvistade särskiljandet mellan den sjunde och den åttonde tonen själva frågan om tonsandhi. Hög och hög-fallande ton (märkta -b respektive -j i romaniseringen Romanized Popular Alphabet) utlöser sandhi i efterföljande ord som bär vissa toner. Ett vanligt förekommande exempel är kombinationer bestående av ett grundtal, en klassifikator och ett substantiv: ib (en) + tus (klassifikator) + dev (hund) > ib tug dev (märk tonförändringen hos klassifikatorn från -s till -g).

## Vad som är och inte är tonsandhi
Tonsandhi inträffar alltid när villkoren som utlöser den uppfylls. Fenomenet bör inte förväxlas med tonförändringar som beror på avlednings- eller böjningsmorfologi. I till exempel kantonesiskan uttalas ordet "socker" (糖) "tòng" (/tʰɔːŋ˨˩/ eller /tʰɔːŋ˩/, med en låg eller låg-fallande ton), medan det avledda ordet ”godis” (som också skrivs 糖) uttalas "tóng" (/tʰɔːŋ˧˥/, med en medelhög-stigande ton). En sådan förändring utlöses inte av tonens fonologiska omgivning, och därför är det inte ett exempel på sandhi. Tonförändringar i mandarin till neutral ton är inte heller de exempel på tonsandhi.
I taiwanesiskan bildar orden "kiaⁿ" ("rädd", hög ton) och "lâng" ("person", stigande ton) två olika ordkombinationer med olika toner. När orden kombineras enligt reglerna för tonsandhi uttalas "kiaⁿ" med mellanton och "lâng" med sin ursprungliga ton (skrivs "kiaⁿ-lâng" enligt pe̍h-ōe-jī). Det här betyder "fruktansvärt smutsig" eller snuskig". Det här är i enlighet med de grundläggande reglerna för tonsandhi. När "kiaⁿ" uttalas med sin ursprungliga ton däremot, och "lâng" får låg ton (skrivs "kiaⁿ--lâng"), betyder det "fruktansvärd". Den här avledningsprocessen skiljer sig från den icke-semantiska tonförändringen som sker automatiskt när "kiaⁿ" efterföljs av "lâng", och är därför inte tonsandhi.

## Exempel

### Standardkinesiska
I standardkinesiskan finns ett flertal regler för tonsandhi:
- När två stavelser med ton 3 förekommer efter varandra blir den första till ton 2. T.ex. 你好 (nǐ + hǎo > ní hǎo)[1]
- Den neutrala tonen uttalas på olika tonhöjder beroende på vilken ton den efterföljer.
- 不 (bù) uttalas med ton 4 förutom när ordet följs av ett annat ord med ton 4, då det får ton 2. T.ex. 不對|不对 (bù + duì > bú duì)
- 一 (yī) uttalas med ton 1 när det representerar ordningstalet först. Exempel: 第一个 (dìyīgè). Tonen förändras när ordet representerar grundtalet ett enligt mönstret ton 2 när det följs av ton 4 och ton 4 när det följs av en annan ton. Exempel: 一个 (yī + gè > yí gè), 一次 (yī + cì > yí cì), 一半 (yī + bàn > yí bàn), 一般 (yī + bān > yì bān), 一毛 (yī + máo > yì máo), 一会儿 (yī + huìr > yí huìr).

### Kantonesiska
Tonsandhi är vanligt förekommande i kantonesiskan. T.ex. ordet dau6 (豆, "böna") uttalas med ton 6 (låg ton: /tɐu̯˨/) i dau6 zoeng1 (豆漿, "sojamjölk") och dau6 nga4 (豆芽, "böngroddar"), men får ton 2 (medelhög-stigande ton: /tɐu̯˧˥/) i hung4 dau2 (紅豆, "azukiböna") och luk6 dau2 (綠豆, "mungböna"). Tonsandhi förekommer också i ortsnamn, och här verkar det inte finnas några regler för hur den fungerar. T.ex. ordet waan1 (灣, "vik") uttalas med ton 1 (hög ton: /waːn˥/)  i saau1 kei4 waan1 (筲箕灣, "Shau Kei Wan"), men med ton 4 (låg-fallande ton: /waːn˨˩/) i coeng4 saa1 waan4 (長沙灣, "Cheung Sha Wan").

### Zapotekiska
Zapotekiska, ett oto-mangueanskt språk som talas i Mexiko, har tre toner: hög, medelhög och låg. De tre tonerna bildar tillsammans med separata klassificeringar för morfemkategorier ett tonsandhisystem som är något mer komplext än det som finns i standardkinesiskan. Det finns två huvudregler för tonsandhi i zapotekiska, vilka tillämpas i följande ordningsföljd:
1. (Den här regeln tillämpas endast på morfem i klass B.) En låg ton blir till en medelhög ton när den kommer före antingen en hög eller en medelhög ton: /yèn nājō/ → yēn nājō "nacke säger vi"
2. En medelhög ton blir till en hög ton när den kommer efter en låg eller medelhög ton, och förekommer på slutet av ett morfem som inte föregår en paus: /ẓīs gōlī/ → ẓís gōlī "gammal pinne"[5]

### Mixtekiska
Mixtekiskan, ett annat oto-mangueanskt språk, har ett mycket mera komplext tonsandhisystem. Språket har tre toner (hög, medelhög och låg, eller 1, 2 och 3), och alla rötter är tvåstaviga, vilket betyder att det finns nio möjliga tonkombinationer en rot kan ha. Tonkombinationerna skrivs här som ett tal bestående av två siffror (hög-låg skrivs som 13). Tvåstaviga rötter delas också in i klass A eller B, samt i verb och icke-verb. Tonförändringar bestäms av ett antal specifika regler som beror på de här tre faktorerna. Ett exempel på en regel är följande:
"Ton 31 blir 11 när den kommer efter en rot i klass B, men förändras inte efter klass A (förutom efter 32(B') då den kan förbli 31"
ža²ʔa² (klass B) "chilifrukter" + ži³či¹ (klass A) "torkade" > ža²ʔa²ži¹či¹ "torkade chilifrukter"

### Akan
Akan, ett Niger-Kongospråk som talas i Ghana, har två toner: hög och låg. Den låga tonen är standardton. I akan assimileras toner vid morfemgränser till varandra genom tonsandhi på så sätt att den första tonen i det andra morfemet blir till samma ton som den sista tonen i det första morfemet.
Till exempel:
àkókɔ́ + òníní > àkókɔ́óníní "ungtupp"
ǹsóró + m̀má > ǹsóróḿmá "stjärna/stjärnor"

## Transkribering
Sinologer använder ibland omvända tonbokstäver för att ange sandhi, med vänstervridna IPA-bokstäver till vänster för den underliggande tonen och högervridna bokstäver till höger för yttonen. Till exempel skulle den mandarinkinesiska frasen nǐ [ni˨˩˦] + hǎo [xaʊ˨˩˦] > ní hǎo [ni˧˥xaʊ˨˩˦] transkriberas:
[ni˨˩˦꜔꜒xaʊ˨˩˦]